# Талько Володимир Іполітович

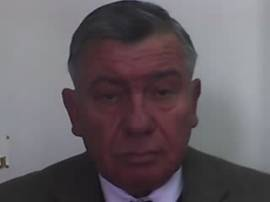
Талько Володимир Іполітович

Володимир Іполітович Талько (*29 липня 1947-17 квітня 2020) — український учений-медик. Доктор медичних наук, професор. Академік АН ВШ України з 2008 р.

## Біографія
Народився в м. Києві. У 1971 р. закінчив Київський медичний інститут ім. О. О. Богомольця, отримав диплом з відзнакою. Навчався в аспірантурі при кафедрі оперативної хірургії та топографічної анатомії. Працював асистентом кафедри. З 1980 до 1983 р. — доцент (1980—1983 рр.). У 1991—1994 рр. — завідувач кафедри анатомії, професор кафедри медико-біологічних дисциплін Київського інституту фізичної культури. У травні 1986 р. у складі 731-го окремого батальйону спеціального захисту брав участь у ліквідації наслідків аварії на Чорнобильській АЕС. З 1992 р. — завідувач кафедри анатомії людини Київського медичного університету УАНМ. У 1996—2001 рр. — проректор з навчальної роботи. У 1974 р. захистив кандидатську дисертацію, у 1991 р. — докторську.

## Наукова діяльність
Напрямки науково-педагогічної діяльності — морфофункціональні основи адаптації серцево-судинної системи до дії різних факторів, питання антропології та спортивної морфології, проблеми удосконалення навчального процесу.
Автор понад 150 наукових праць, підручника, навчальних посібників, методичних рекомендацій.
Член Спеціалізованої вченої ради із захисту докторських дисертацій за фахом «морфологія» при Національному медичному університеті ім. О. О. Богомольця, Товариства анатомів, гістологів, ембріологів та топографо-анатомів України.

## Нагороди
Нагороджений трьома медалями, Почесною грамотою Верховної Ради України, знаком «Відмінник Вищої школи України», Почесними грамотами Міністерства освіти і науки України, Київської міської державної адміністрації.